# Jardín botánico de Mobile
El Jardín botánico de Mobile, en inglés: Mobile Botanical Garden, es un jardín botánico de 100 acres (0.40 km²) de extensión, que se encuentra en Mobile, Alabama. 

## Localización
Mobile Botanical Gardens 5151 Museum Drive in the Spring Hill community, Mobile Mobile county, Alabama AL 36689 Estados Unidos. 
Planos y vistas satelitales.30°41′58.52″N 88°9′41.26″O / 30.6995889, -88.1614611
El jardín botánico de Mobile está catalogado como una de las atracciones turísticas más significativas de Alabama. Se cobra una tarifa de entrada

## Historia

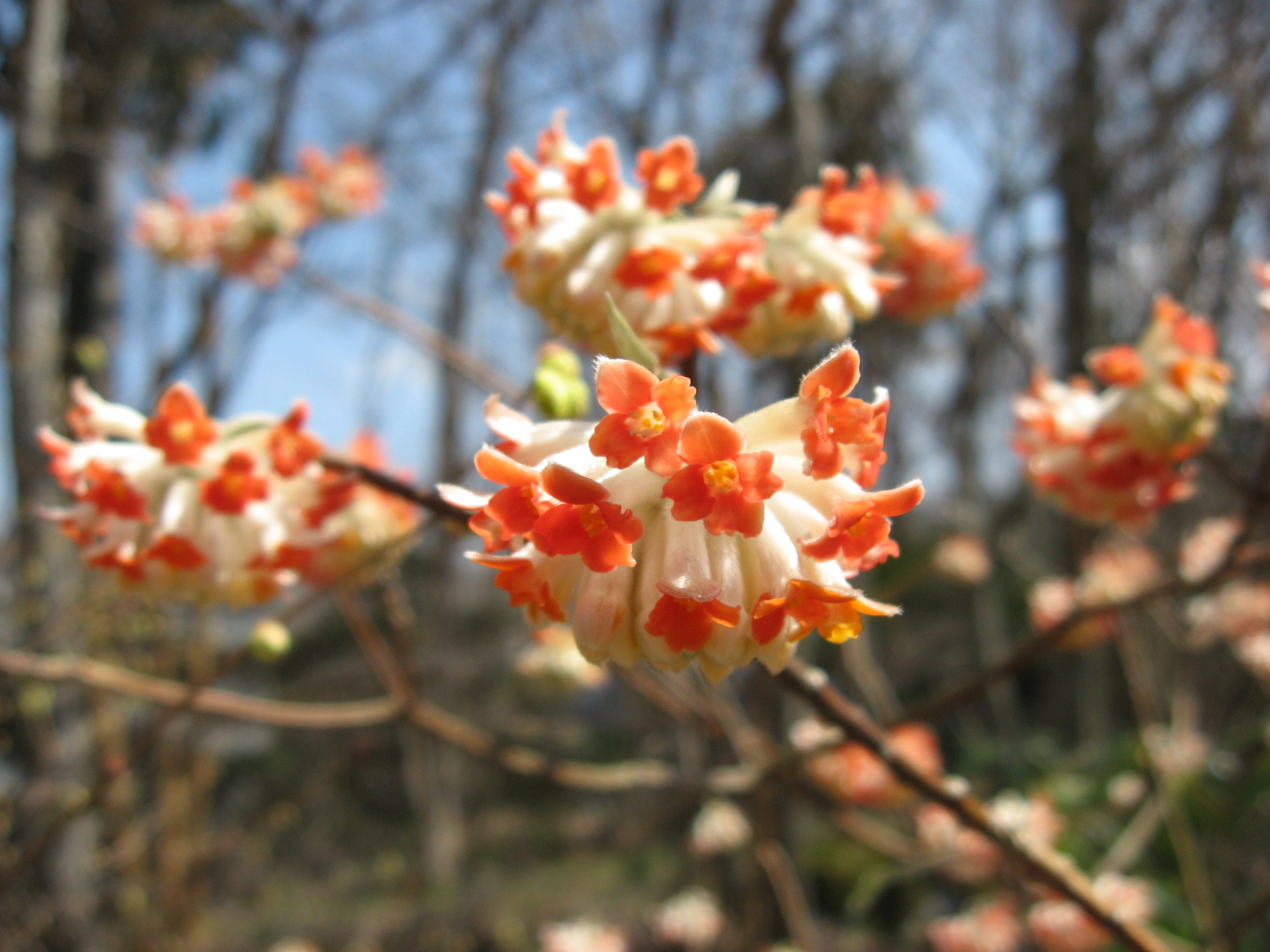
Flores de Edgeworthia chrysantha planta de origen japonés, que florece en el mes de abril cultivada en el jardín botánico de Mobile.

La fundación "Mobile Botanical Gardens Foundation" fue creada en 1974. Está categorizada como asociación sin ánimo de lucro 501c(3) exenta de impuestos que solicite, reciba, invierta, mantenga y distribuya dones para el beneficio y crecimiento del Jardín.
El objetivo de la Fundación es fortalecer la colaboración entre la comunidad y el jardín mediante el desarrollo de un fondo de dotación fuerte. La parte más importante del fondo de dotación se invierte para generar un flujo de ingresos estable y confiable para ayudar a compensar los gastos operativos y de capital para el jardín, mientras que la mayor parte del capital se mantiene intacto para proporcionar soporte para las generaciones futuras.

## Colecciones
Actualmente entre las secciones más significativas del jardín destacan:
- Jardín de las fragancias y texturas, diseñado especialmente para el disfrute de los discapacitados visuales, el Jardín de Fragancias y texturas fue uno de los primeros jardines desarrollados en el sitio del MBG. Pero los visitantes de todos los niveles pueden disfrutar de este lugar tranquilo. Las características incluyen bancos, una pasarela estilo japonés y un pequeño estanque de kois. El pavimento, la pista asfaltada es adecuado para las sillas de ruedas o personas que tienen dificultad con un terreno irregular. Entre las especies Prunus incisa x campanulata, Pieris japonica, Viburnum odoratissimum, Abies firma, Hydrangea quercifolia, Parrotia persica, Agarista populifolia, Cycas revoluta, Picea morrisonicola, Fatsia japonica, Myrica cerifera, Erythrium crista-galli, Hibiscus mutabilis, Cryptomeria japonica, Ilex myrtifolia, Illicium parviflorum, Illicium floridanum, Acer barbatum, Leucothoe axillaris, Betula nigra, Osmanthus fragrans, Hydrangea macrophylla, Illicium henryi, Acer leucoderme, e Illicium anisatum.
- "The Millie Mcconell Rhododendron Garden", nombrado en honor de un defensor durante largo tiempo de los jardines en sus primeros años, este jardín fue objeto de una amplia remodelación en 2005. Los visitantes pueden pasear entre colecciones de azaleas que no se pueden ver en cualquier lugar de la región. Contiene una colección de aproximadamente 1000 azaleas de hoja perenne, especialmente desarrollados para las intensas condiciones de cultivo del sur de esta zona. Con la inclusión de los híbridos de azalea nativa, esta se ha convertido en la más completa colección de rododendros en cualquier lugar a lo largo de la costa del Golfo.
- "Kosaku Sawada Wintergarden"-Jardín de invierno Kosaku Sawada, hace varias décadas, fueron plantadas camelias en una zona cerca de la ubicación actual del Centro de Aprendizaje Larkins. Hace unos tres años, más de 75 variedades de esta época fueron identificadas y etiquetadas. Con esta base, nació la visión para el jardín de invierno, y la mayor parte de la instalación, incluyendo las plantaciones, riego y bancos, se completó en 2007. Alberga unas 500 camelias, con 350 de nueva plantación, y 75 plantadas hace unos 35 años. Diseñado por un experto en camelias y miembro de la junta MBG Bobby Green de los viveros "Green Nurseries", este jardín también incluye una entrada con cubierta que envuelve el Centro de Aprendizaje Larkins, y un círculo de encuentro metido en una colina adyacente a la "Fern Glade" que será un excelente espacio para ceremonias, conferencias y presentaciones, así como un lugar para la reflexión sosegada. En diciembre de 2010, el jardín de invierno se dedicó al pionero local el viverista Kosaku Sawada. Quién fundo el vivero "Overlook Nursery" en 1914, que todavía funciona como negocio familiar dirigido por su nieto.
- Valle de los helechos, ubicado entre las ruta de la vida silvestre y el jardín de invierno, esta zona está alimentada por manantiales y contiene muchas variedades de helechos, así como espigas de flores de cardenal y el iris de Luisiana.
- Jardín de Hierbas - es un jardín con encanto, íntimo destinado a deleitar los sentidos y para educar sobre el cultivo de hierbas en nuestro medio ambiente. El jardín cuenta con las hierbas culinarias, así como una amplia variedad de plantas utilizadas para la belleza, el uso medicinal, su importancia espiritual, la fragancia y el uso doméstico práctico. Situado en una posición relativamente alta, la protección de los vientos fríos en invierno, el uso de lechos de cultivo altos (llenas de material arenoso enriquecido con mantillo) y el dosel de pinos de hoja larga que protegen las plantas del intenso calor del sol de la tarde permiten cultivar hierbas todo el año. Las plantas provienen de viveros locales, donaciones de particulares y del invernadero MBG. Para añadir interés y para demostrar cómo las hierbas pueden utilizarse en el paisaje, se han incluido otros tipos de plantas anuales y perennes en las camas. En el 2010 fue dedicado en reconocimiento a la ardua labor durante largo tiempo del miembro Sybil Burnett, el jardín de hierbas es mantenido por la "Gulf Coast Herb Society" (Sociedad de las hierbas de la Costa del Golfo). Establecido en 1985, el propósito de los GCHS es crear un interés en el cultivo y el uso de hierbas, establecer un programa de educación continua en el campo para el beneficio de los miembros y el público en general, y para ayudar a mantener el jardín de hierbas.
- Jardín de los arces japoneses, contiene una bella colección de arces japoneses donados por John Allan Smith, este jardín es una zona especialmente tranquila al lado del jardín de hierbas. La entrada del muro conmemorativo contiene homenajes a seres queridos.
- "Longleaf Pine Forest"-Pinar de pinos de hoja larga, este bosquete de Pinus palustris es uno de los últimos que quedan en la ciudad. Esta área de 27 acres está sometida periódicamente a quemas controladas para preservar y fomentar la resiembra. Miles de flores silvestres florecen a lo largo de sus serpenteantes senderos, por lo que es un lugar favorito para los excursionistas. Tras sufrir quemas controladas desde el año 2005, la "Longleaf Pine Forest" continúa regenerándose. El ecosistema que aquí se ofrece dominó una vez en la zona sur de Estados Unidos. Es un biotopo diversificado en extremo con 49 familias de plantas vasculares, 159 especies de plantas vasculares, 72 especies leñosas, y 21 especies naturalizadas catalogadas entre mayo y junio del 2007.
- "Rebloom Mobile Garden", desarrollado en asociación con "Mobile’s Tricentennial" (Tricentenario de Mobile), fue diseñado para transformar el aspecto y la salud de los paisajes urbanos y jardines particulares de Mobile. Haciendo un llamamiento a la rica historia de la jardinería en Mobile, gracias al clima saludable de la Costa del Golfo y a la rica flora de plantas nativas del suroeste de Alabama , "Rebloom Mobile" se convirtió en una poderosa herramienta para educar al público acerca de la belleza y las posibilidades inherentes a los propios jardines. Una parte de la escuela se ha dejado de lado para demostrar, de manera práctica, los usos y beneficios del concepto rebloom. Este "jardín rebloom" se encuentra actualmente en construcción, con planes para una gran apertura en abril de 2012. Una vez terminado, los visitantes podrán caminar por senderos con incrustaciones de piedra local de Alabama y ver ejemplos de plantas nativas de toda la región.